# Al-Fayha FC
Al-Fayha FC (arab. ‏نادي الفيحاء السعودي‎) – saudyjski klub piłkarski, mający siedzibę w mieście Al-Madżma’a, grający w Saudi Professional League. 

## Historia
Klub został założony w 1953.
W sezonie 2016/2017 drużyna zwyciężyła w rozgrywkach 1. Dywizji i po raz pierwszy w historii uzyskała awans do Saudi Professional League. Po rozegraniu trzech sezonów w najwyższej klasie rozgrywkowej, zespół Al-Fayha w 2020 spadł ponownie do 1. Dywizji. Jednakże, w kolejnym sezonie drużyna ponownie wywalczyła awans do Saudi Professional League. W tym samym sezonie, 2020/2021, zespół Al-Fayha FC wygrał Puchar Króla, pokonując w finale w rzutach karnych 3:1 Al-Hilal i zapewnili sobie tym samym udział w fazie grupowej Ligi Mistrzów AFC w sezonie 2023/2024.

## Sukcesy

### Trofea krajowe
| \| \| Zdobyte trofea w rozgrywkach Arabii Saudyjskiej (stan 8 września 2023) \| |                                                                        |      |          |
| Rozgrywki                                                                       | Osiągnięcie                                                            | Razy | Sezon(y) |
| Puchar Króla                                                                    | zdobywca                                                               | 1    | 2022     |
| Puchar Króla                                                                    | finalista                                                              | 0    |          |
| Superpuchar                                                                     | zdobywca                                                               | 0    |          |
| Superpuchar                                                                     | finalista                                                              | 1    | 2022     |
| Arabia Saudyjska                                                                | Zdobyte trofea w rozgrywkach Arabii Saudyjskiej (stan 8 września 2023) |      |          |

## Obecny skład
Stan na 8 września 2023
| Nr | Poz. | Piłkarz              |
| -- | ---- | -------------------- |
| 2  | OB   | Mokher Al-Rashidi    |
| 4  | OB   | Sami Al-Khaybari     |
| 6  | PO   | Saud Zidan           |
| 7  | NA   | Henry Onyekuru       |
| 8  | PO   | Abdulrahman Al-Safri |
| 9  | NA   | Anthony Nwakaeme     |
| 10 | PO   | Víctor Ruiz          |
| 11 | NA   | Khalid Al-Kabi       |
| 13 | PO   | Gojko Cimirot        |
| 17 | NA   | Fashion Sakala       |
| 19 | NA   | Mohammed Majrashi    |
| 22 | OB   | Mohammed Al-Baqawi   |
| 23 | NA   | Milan Pavkov         |

| Nr | Poz. | Piłkarz             |
| -- | ---- | ------------------- |
| 27 | NA   | Sultan Mandash      |
| 28 | BR   | Ahmed Al-Kassar     |
| 29 | PO   | Nawaf Al-Harthi     |
| 33 | OB   | Hussein Al-Shuwaish |
| 37 | PO   | Ricardo Ryller      |
| 59 | OB   | Yousef Haqawi       |
| 70 | PO   | Abdelhamid Sabiri   |
| 80 | OB   | Osama Al-Khalaf     |
| 88 | BR   | Vladimir Stojković  |
| 98 | OB   | Muhannad Al-Qaydhi  |
| 99 | NA   | Malek Al-Abdulmenem |
|    | OB   | Ghislain Konan      |
|    | PO   | Rakan Al-Kaabi      |

### Zawodnicy na wypożyczeniu
Stan na 8 września 2023
| Nr | Poz. | Piłkarz                                                               |
| -- | ---- | --------------------------------------------------------------------- |
|    | PO   | Mohammed Abusabaan (na wypożyczeniu w Al-Hazem SC do 30 czerwca 2024) |